# Alessi 52
Alessi 52 (również Alessi J12130-6242) – grupa gwiazd, kandydat na gromadę otwartą Drogi Mlecznej. Znajduje się w kierunku konstelacji Krzyża Południa. Obiekt ten został odkryty w 1998 roku przez Bruno Alessiego.
Bruno Alessi ogłosił odkrycie tego obiektu w 1998 roku jako możliwą gromadę kulistą, leżącą w gęstym polu Drogi Mlecznej na wschód od gromady otwartej NGC 4184. Obiekt ten przypomina według odkrywcy odległe i ukryte gromady kuliste. Również Archinal i Hynes (2003) wymieniają Alessi J12130-6242 jako kandydata na gromadę kulistą Drogi Mlecznej, jednak według nich może to być tylko wahanie tła naszej Galaktyki lub gromada otwarta. W nowszych katalogach klasyfikowana jest jako gromada otwarta. Odległość do niej szacuje się na około 10,8 tys. lat świetlnych.